# えめらるど おきなわ
えめらるど おきなわは、琉球海運が運航していたRORO貨客船（フェリー）。

## 概要
博多 - 那覇航路開設にあたり、琉球海運のRORO貨客船第二船として神田造船所で建造され、1975年2月に就航した。
1978年6月、昭和53-54年福岡市渇水の救援として本船により真水が輸送された。
1997年1月、RORO貨物船「にらいかない」の就航により引退した。
その後、フィリピンのスルピシオラインズに売却され、PRINCESS OF THE OCEANとなり、セブ - ミンダナオ航路に就航した。
その後、スクラップとして中国に売却され、回航の後、解体された。

### 就航航路
琉球海運
- 博多港 - 那覇港

ごーるでん おきなわと本船の2隻で週3便を運航したが、航海速力が異なるため本船の方が短い所要時間で運航された。

## 設計
貨客船兼自動車渡船である。ランプウェイは右舷船首および船尾の2箇所に装備していた。
先に建造されたごーるでん おきなわと船体規模は同一であるが、上部構造が異なり主機関も強化されるなど同型船ではない。
海外売船後は、船尾に船室が大幅に増設されている。

## 船内

### 船室
- 一等室
- 二等室